# Ége
Ége (románul Ighiu) település Romániában, Hargita megyében  Közigazgatásilag Kányádhoz tartozik.

## Fekvése
A Hargita-hegység lábánál, Székelyföld és Királyföld peremvidékén helyezkedik el az Égei-vagy Nagypatak völgyében, ami a Nagy-Homoród jobb oldali mellékvize.
A falut védelmező, délkelet felé nyitott völgyet 600–700 m körüli magasságú dombok övezik: északkeletre a Magyaró-tető, déli irányban Bereck hegye, északnyugatra Samu dombja.
A közeli Égei-tető vízválasztó a Nagy-Küküllő és a Nagy-Homoród, így tágabb értelemben az Olt és a Maros vízgyűjtő területe között.

### Környező települések
- Északra Ábránfalva (2,9 km), délkeletre Székelydálya (2,2 km), nyugatra Jásfalva (2,7 km), és azon túl Kányád (3,7 km).

## Nevének eredete
Neve puszta személynévből keletkezett magyar névadással. – Kiss 1997., I., 407. old.

## Története
A települést hiteles okirat először 1576-ban említi. Az 50 denáros adót megfizető székely főemberek jegyzékében "Jllustrissimi principis fl. 8" bejegyzés szerepel a falu neve (Egeh) után.
1602-ben, az ún. Básta-féle összeírásban már a település máig élő, vagy a közelmúltban eltűnt családnevei (Csiszér, Gábos, Kovács, Zágoni) is megjelennek.

Református temploma a templomtorony külső falfülkéjében található felirat tanúsága szerint 1772-ben épült, a szentély kazettás mennyezetét azonban 1702-ből keltezi az ismeretlen mesterkéz. A festett deszkák másodlagos felhasználása arra utal, hogy a kazetták egy korábbi épület számára készültek. 

## Híres szülöttei
Lukáts István (1796, Ége- 1841, Bodos) bodosi református lelkész, költő. Verseit 2015-ben Egyed Emese publikálta Andalgj hát, citerám! címmel.
Egyed Emese szerint "talán éppen születési helye (Ége) nevével játszik el A rózsabokor című versében:
Csak szúrós tüskék meredeznek ottan,
Hol rubint láng ége az ég szemébe...